# Drapetis hiatus
Drapetis hiatus är en tvåvingeart som beskrevs av Ian David Whittington 1993. Drapetis hiatus ingår i släktet Drapetis och familjen puckeldansflugor. Inga underarter finns listade i Catalogue of Life.